# الكفاية في تفسير القرآن
الكفاية في تفسير القرآن، ألفه إسماعيل بن أحمد بن عبد الله أبو عبد الرحمن الضرير الحيري النيسابوري،  المتوفى سنة 430ه، ويعد من أجلّ كتب التفسير، لاحتوائه على الأقوال الصحيحة، وبعده عن الغموض والتكلف، إضافة إلى الاهتمام بالآثار الصحيحة. وأثنى عليه عدد من علماء عصره والعلماء المتأخرين؛ فقال أبو بكر الخطيب: «الحيري كتبنا عنه، ونعم الشيخ كان؛ فضلا، وعلما، ومعرفة، وفهما، وأمانة، وصدقا، وديانة، وخلقا».، وقال جلال الدين السيوطي: «الضرير المفسر المقرئ، أحد أئمة المسلمين والعلماء العاملين، له التصانيف المشهورة في القرآن، والقراءات، والحديث، والوعظ، رحل في طلب الحديث كثيرا».

## منهجه
يبدأ بالبسملة عند بدء تفسير السورة، ثم يذكر الله بأحد أسمائه الواردة في السورة أو التي لها دلالة على السورة. ومن ثم يتكلم عن اسم السورة، ويذكر أسماء السورة في حال وجود أكثر من اسم لها. كما يذكر فضائل السور والآيات القرآنية. ويذكر الكلمة وتفسيرها تفسيراً مختصراً، ويورد قولاً واحداً وهو ما يراه راجحاً. ويكثر من ذكر أقوال علماء التفسير في الآية. ويهتم بالاستشهاد بالآيات القرآنية.
1. يبدأ بالبسملة عند بدء تفسير السورة، ثم يذكر الله بأحد أسمائه الواردة في السورة أو التي لها دلالة على السورة.
2. يتكلم عن اسم السورة، ويذكر أسماء السورة في حال وجود أكثر من اسم لها.
3. يذكر فضائل السور والآيات القرآنية.
4. يذكر الكلمة وتفسيرها تفسيراً مختصراً، ويورد قولاً واحداً وهو ما يراه راجحاً.
5. الإكثار من ذكر أقوال علماء التفسير في الآية.
6. الاستشهاد بالآيات القرآنية.
7. الإكثار من ذكر أسباب نزول الآية.
8. التعرض للأحكام الفقهية مع التركيز على مذهبه الفقهي، وهو المذهب الشافعي.
9. يذكر بعض الاعتراضات ويناقشها أحياناً.
10. التعرض لإعراب الآيات القرآنية. [4]